# Kruševo
Kruševo (Крушево) er en lille unik by i Makedonien. Byen ligger på toppen af Bušavabjerget i en højde af 1250 meter over havets overflade, højt over den nærmeste by Prilep, som ligger 32 km herfra i Pelagonija-dalen. Dette er den højest beliggende by, ikke blot i Makedonien, men på hele Balkan-halvøen.
Byen havde en betydelig rolle i den makedonske historie, da det var den første by, som gjorde oprør mod tyrkerne og blev befriet efter 500 års tyrkisk besættelse, selvom friheden var kort. Ilinden-opstanden (kaldt sådan, fordi den startede på Ilinden – Sankt Ilija-dagen) var vendepunkt i den nationale frihedskamp for den makedonske befolkning.

## Historie
Opstanden startede den 2. august 1903 i Kruševo, da makedonske og vlasiske (vlasi – en etnisk befolkningsgruppe) oprørere angreb en tyrkisk militærbygning og startede kampen for befrielsen. Sidst på dagen befriede de byen Kruševo. Opstanden spredte sig over hele Makedonien og de heftigste kampe blev ført først i området omkring Bitola, derefter Ohrid, Kičevo, Lerin (det nuværende Florina i Grækenland) og Prilep, mens mindre heftige kampe blev ført omkring Solun (det nuværende Thessaloniki) og Seres (begge i dagens Grækenland).
Den 3. august 1903 dannede oprørerne med Dinu Vangeli i spidsen en revolutionær regering i Kruševo med Nikola Karev som præsident (han var en af oprørenes ledere og medlem af VMRO – Vnatrešna Makedonska Revolucionarna Organizacija) og udråbte den første republik på Balkan, Kruševo-republikken, som kun eksisterede i 10 dage, fra den 3 – 13. august (hvor tyrkerne satte en stopper for republikken).
Der blev dannet en rådsforsamling bestående af de forskellige nationaliteter, som boede i området (makedonere, vlasere og albanere) og som bestod af 60 medlemmer med 20 repræsentanter for hver etnisk gruppe. Rådforsamlingen valgte en provisorisk regering bestående af 6 medlemmer med 2 repræsentanter for hver etnisk gruppe, hvis opgave var at sikre lov og orden, og sørge for forsyninger, økonomien og medicinsk pleje. Der blev udstedt en "Kruševo-manifest" som blev skrevet af Nikola Karev, som kaldte befolkningen til at følge regeringens styrker i kampen mod tyranniet og for friheden.
Den overraskede tyrkiske regering sendte enorme militærstyrker til byen (som var svært tilgængelig på grund af sin beliggenhed) for at kvæle opstanden i Makedonien: 176.000 soldater, samt 3.700 bjergtropper og 444 kanoner.
Efter heftige kampe ved Sliva og Meckin Kamen (Bjørnens sten – stedet er ikke en by, men en stor klippe, som ligger tæt ved landevejen mellem Prilep og Bitola), lykkedes det tyrkerne at knuse Kruševo-republikken, for derefter at vise deres grusomhed overfor oprørerne i Kruševo og andre steder. Efter at Kruševo-republikken var blevet knust, udslettede tyrkerne 201 landsbyer, 12.400 huse blev brændt ned til grunden, mere end 70.000 mennesker blev hjemløse og 8.816 mennesker blev dræbt mens 30.000 flygtede for at undgå den tyrkiske grusomhed.
Efter afslutningen af 1. verdenskrig, afholdes der hvert år den 2. august mindemøder ved Meckin Kamen (hvor greven Pitu Guli, en af oprørenes ledere, døde i kampen mod tyrkerne).
Under den 2. verdenskrig var Kruševo den eneste by, hvor de tyske tropper aldrig nåede at sætte deres fod på grund af byens utilgængelighed. På daværende tid (og helt frem til 1980'erne) var der kun en smal og snoet vej, som førte op (og ned) ad bjerget til byen. Tyskerne gjorde flere forsøg, som mislykkedes, da blot få mænd kunne holde en hel arme i skak. Til sidst opgav tyskerne alle forsøg på at komme til byen, som i stedet for blev udsat for bombardementer fra de tyske fly.
I dag er Kruševo et vigtigt vinter- og sommerturistcenter. Næsten hvert hus i byen er et monument. Der er lavet en kæmpemonument til ære for Kruševo-republikken, "Makedonium", som symboliserer det makedonske folks kamp for friheden.